# وديع الحوح
وديع صبيح الحوح (13 يونيو 1991 – 25 أكتوبر 2022) كان مقاوِمًا فلسطينيًا وقياديًا بارزًا في مجموعات عرين الأسود. كما كان الحوح في وقتٍ ما ضمن قائمة أبرز المطلوبين لإسرائيل قبلَ أن تغتاله الأخيرة في الخامس والعشرين من تشرين أول/أكتوبر 2022 في "حوش العطعوط" الموجود في قلب حارة الياسمينة بالبلدة القديمة في نابلس بعد عمليّة اقتحام صباحية طالت المدينة.

## الحياة المُبكّرة
ولد الحوح وحيداً من الذكور بين شقيقاته الثلاث، وينحدرُ من حارة الياسمينة في البلدة القديمة في نابلس. رحلت والدته وهو ابن تسع سنوات إثر نوبة صحية مفاجئة، وأكمل دراسته حتى الصف العاشر الأساسي.

## اعتقاله
قضى في سجون الاحتلال الإسرائيلي عاماً كاملاً، حيثُ تم اعتقاله لأول مرة عام 2011، وحكم عليه بالسجن لمدة 6 شهور، واعتقل للمرة الثانية عام 2018، وتعرض للمطاردة في حينه قبل اعتقاله عام 2018، وحكم عليه الاحتلال بالسّجن 6 شهور.

## الاغتيال
تمكنت القوات الإسرائيلية الخاصة من اغتيال الحوح فجر يوم الثلاثاء 25 أكتوبر 2022، حيثُ قامت بقصف المنزل الذي تحصن فيه في منطقة "حوش العطوط" القريب من حارة الياسمينة داخل البلدة القديمة في نابلس. قبل اغتياله بأيام، قال الحوح: "مقاتلي عرين الأسود يهتمون بحرب الثقافة أكثر من السلاح، ولا يجوز لحامل البندقية أن يكون غير مثقف، فحربنا معهم هي حرب وعي". وكشف في تسجيل صوتي، عن مساواة الأجهزة الأمنية الفلسطينية له من أجل تسليم نفسه.